# Johann von Bodeck

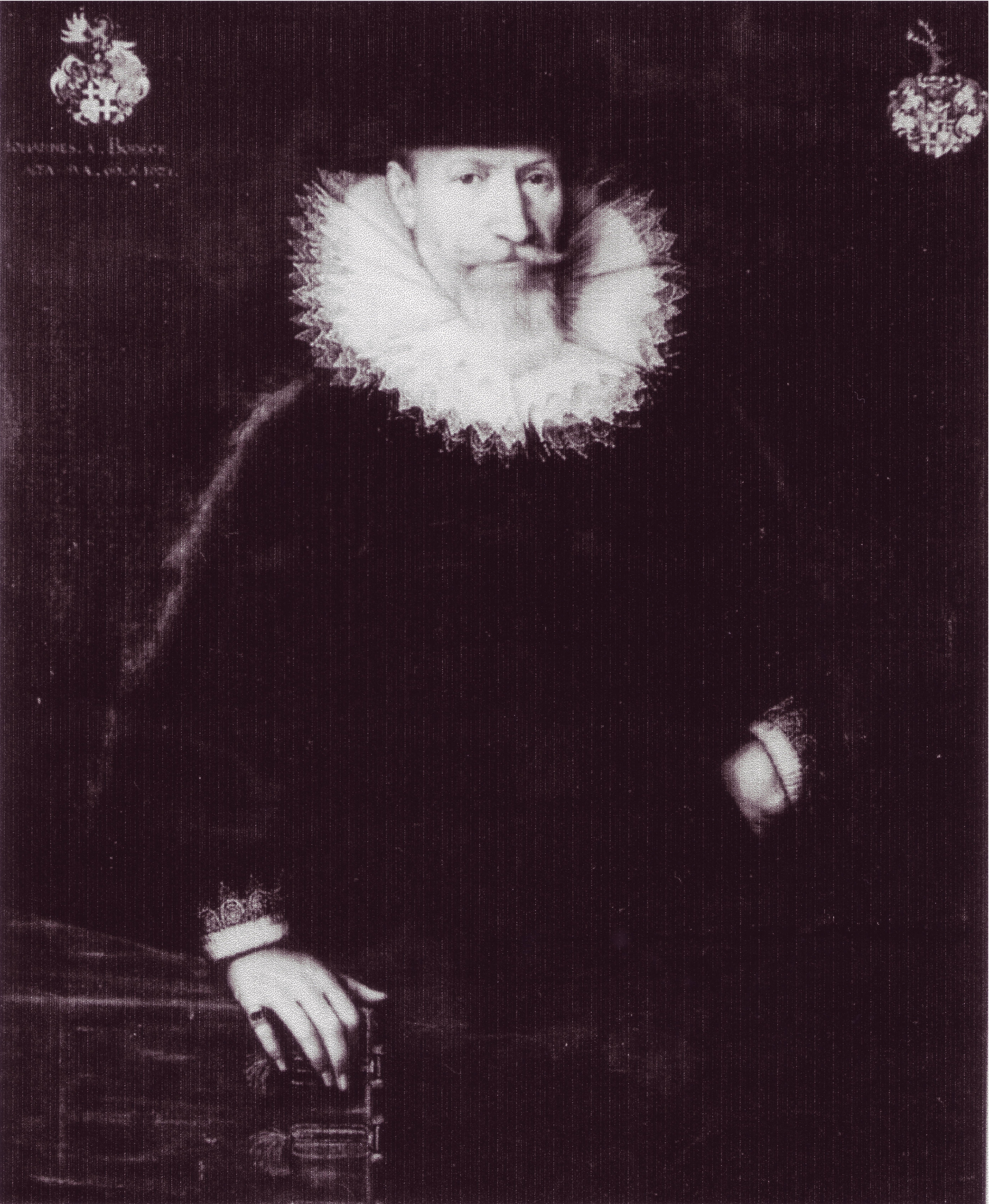
Johann von Bodeck, Gemälde eines unbekannten Meisters

Grabmal des Johann von Bodeck auf dem Peterskirchhof zu Frankfurt (Stadtarchiv Frankfurt/Main)

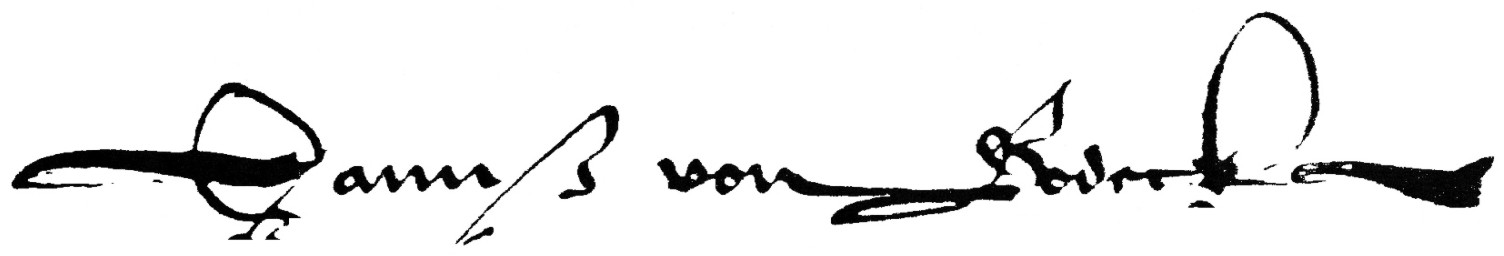
Unterschrift Johann von Bodeck (Dokument vom 27. April 1613)

Johann von Bodeck (* 6. September 1555 in Antwerpen; † 2. August 1631 in Frankfurt am Main) war ein niederländisch-deutscher Bankier.

## Leben
Johann von Bodeck wurde als ältester Sohn des Bonaventura von Bodeck (1512–1591) und seiner Frau Agathe geb. von Neck (um 1530–1568) geboren. Mit acht Jahren besuchte er die Schulen in Leiden und mit 10 Jahren die in Nürnberg und machte danach Reisen ins Ausland. Wie sein Vater wurde er Kaufmann. 1572 befand er sich zur Zeit der Bartholomäusnacht in Paris und entging als Lutheraner nur knapp dem Blutbad.
Im Alter von 28 Jahren heiratete er die Tochter des vornehmen Antwerpener Kaufmanns Arnold Bormann, Maria Bormann. Er führte die bedeutende Wechselhandlung seines Schwiegervaters mit seiner Schwiegermutter, Frau Cornelie Bormann geb. Piggen, fort.
1584 verließ er Antwerpen infolge spanischer Angriffe (Alessandro Farnese (1545–1592), der „Printz von Parma begann die Stadt zu beschießen und hat die Farth uff dem Wasser der Schelde zu sperren angefangen ...“) Die Flucht in einem Schiff über die Schelde muss dramatisch gewesen sein, da die Fliehenden noch beschossen wurden. Er siedelte sich mit seiner Familie zunächst in Lübeck an und zog Ende 1585 weiter nach Frankfurt am Main. Dort ließ er sich nieder, erwarb jedoch nicht das Frankfurter Bürgerrecht, sondern blieb zeitlebens – wie auch seine Nachkommen – Beisasse mit minderen Rechten.
Zusammen mit seiner Schwiegermutter und seinem Schwager Hans Scholier (1547–1613) baute er ein Bankgeschäft von europäischem Rang auf. Er gilt als Frankfurts erster großer Bankier und Mitbegründer der Frankfurter Börse. Seine Finanzgruppe beherrschte Anfang des 17. Jahrhunderts den Wechselverkehr zwischen den europäischen Handelszentren Amsterdam, Antwerpen, Hamburg, Frankfurt und Venedig und trug wesentlich dazu bei, die ursprünglich nur zur Frankfurter Messe abgehaltene Börse zu einer dauernden Einrichtung zu machen. Die größten Einkünfte erzielte er mit Depositendarlehen zu Messezeiten.
Johanns Bruder, Bonaventura II. von Bodeck (1556–1629) überließ ihm die Verwaltung seines Vermögens. Dies belief sich bei seinem Tod außer der Herrschaft Ellgau auf 75.000 Reichstaler, meist Anteile an Anleihen der Städte Breslau und Leipzig und der Landesfürsten von Hessen, Württemberg und Sachsen.
Johann von Bodeck verfügte mit dem Vermögen seiner Schwiegermutter bereits Ende 1606 über rund 400.000 Gulden, für damalige Verhältnisse ein ungeheures Vermögen. Neben vielen Grundbesitztümern rund um Frankfurt (darunter das Rittergut in Praunheim, das Haus Zum Goldenen Bären am Roßmarkt und weitere große Bürgerhäuser), Antwerpen (mehrere große Bürgerhäuser), Amsterdam und Mainz (Gut Nierstein) erwarb er große Landgüter, die noch mehrere Generationen im Besitz der Familie blieben.
1630 betrug sein Vermögen mitsamt dem seiner Frau über eine Million Gulden. Er gilt damit als erster Frankfurter Millionär.
Er wurde am 4. August 1631 auf dem Peterskirchhof in Frankfurt beigesetzt.

## Ehrungen
- Die Johann-von-Bodeck-Straße in Bremen-Hemelingen wurde 2000 nach ihm benannt.